# Všeteč
Všeteč je vesnice, část obce Všemyslice v okrese České Budějovice v Jihočeském kraji. Nachází se asi 2,5 kilometru severozápadně od Všemyslic. Prochází zde silnice II/138. Je zde evidováno 79 adres. V roce 2011 zde trvale žilo 121 obyvatel.
Všeteč je také název katastrálního území o rozloze 11,9 km².

## Historie
První písemná zmínka o vesnici pochází z roku 1654.

## Přírodní poměry
Severozápadně od vesnice se nachází přírodní rezervace Velký a Malý Kamýk.

## Obyvatelstvo
| Rok            | 1869 | 1880 | 1890 | 1900 | 1910 | 1921 | 1930 | 1950 | 1961 | 1970 | 1980 | 1991 | 2001 | 2011 | 2021 |
| -------------- | ---- | ---- | ---- | ---- | ---- | ---- | ---- | ---- | ---- | ---- | ---- | ---- | ---- | ---- | ---- |
| Počet obyvatel | 391  | 383  | 323  | 357  | 333  | 301  | 265  | 205  | 231  | 196  | 166  | 112  | 107  | 121  | 135  |
| Počet domů     | 55   | 55   | 55   | 56   | 57   | 56   | 57   | 60   | 60   | 50   | 54   | 66   | 70   | 71   | 67   |

## Obecní správa
Při sčítání lidu v letech 1850–1888 Všeteč byla osadou obce Všemyslice v okrese Týn nad Vltavou. V letech 1888–1943 byla samostatnou obcí v okrese Týn nad Vltavou. V letech 1943–1945 byla znovu osadou obce Všemyslice, ale v letech 1945–1960 byla uváděna znovu jako obec, se kterým patřila nejprve do okresu Týn nad Vltavou, ale od roku 1960 v okrese České Budějovice. Od 12. června 1960 je opět částí obce Všemyslice v okrese České Budějovice.

## Pamětihodnosti
- Mohylník
- Zlatodoly na vrchu Kometa
- Rýžoviště – sejpy severovýchodně od vrchu Kometa v lese Selská